# Joe Symonds
Pour les articles homonymes, voir Symonds.
Joseph « Joe » Symonds, né le 25 juin 1983, est un coureur de fond écossais spécialisé en course en montagne et trail. Il a remporté la médaille de bronze aux championnats du Commonwealth de course en montagne 2011 et est champion de Grande-Bretagne de fell running 2012.

## Biographie
Fils du célèbre fell runner Hugh, Joe et son frère Andy grandissent à Sedbergh en Cumbria. Après des études à l'université de Leeds, puis de Dundee, Joe passe son doctorat à l'université de Glasgow puis travaille à l'hôpital de Raigmore en tant que pédiatre.
Il prend part au Grand Prix WMRA 2007. Sans décrocher de podium, il effectue une saison consistante et se classe à la troisième place. Le 15 septembre, il prend part au Trophée mondial de course en montagne à Ovronnaz. Réalisant une bonne course, il talonne le duo érythréen, composé de Tesfay Felfele et Ermias Tesfazghi, et lance son attaque dans le sprint final et se jette sur la ligne d'arrivée en même temps qu'Ermias. Il échoue cependant au pied du podium pour quelques centièmes.
Le 24 septembre 2011, il prend part aux championnats du Commonwealth de course en montagne à Llanberis. Prenant les commandes de la course dès le début, Joe se fait ensuite doubler par son compatriote Robbe Simpson. Dans la descente finale, ils se font doubler par l'Anglais James McMullan qui remporte le titre. Les deux Écossais se retrouvent sur le podium et se retrouvent à égalité de points avec l'Angleterre au classement par équipes. Cependant, la huitième place de Chris Smith permet à cette dernière de prendre l'avantage face à la onzième place du troisième Écossais Alastair Anthony.
Il décroche le titre de champion de Grande-Bretagne de fell running 2012 en remportant les courses de Slieve Bearnagh et Coledale puis en terminant deuxième de la course d'Arrochar Alps devant ses deux rivaux au titre Rob Jebb et Morgan Donnelly.
Le 22 août 2015, il s'impose sur l'édition inaugurale de la Glen Coe Skyline, terminant les 50 km très techniques en 7 h 36 min 21 s, un peu moins de 10 minutes devant la première femme Emelie Forsberg,. Le 13 septembre, il remporte la victoire ex aequo avec son frère Andy au Grand Tour des Cerces.
Il pratique également le duathlon cross et a notamment remporté le Highland Cross quatre fois d'affilée entre 2013 et 2016,.

## Palmarès

### Course en montagne
| no  | masculin           | Course                                                                  | Longueur | Départ            | Temps           |
| --- | ------------------ | ----------------------------------------------------------------------- | -------- | ----------------- | --------------- |
| 4e  | 4e                 | Trophée mondial de course en montagne                                   | 12,3 km  | 15 septembre 2007 | 53 min 2 s      |
| 9e  | 9e                 | Challenge mondial de course en montagne longue distance                 | 37,4 km  | 24 avril 2008     | 3 h 3 min 38 s  |
| 8e  | 8e                 | Championnats du Commonwealth de course en montagne - Montée et descente | 12 km    | 19 septembre 2009 | 49 min 47 s     |
| 3e  | Médaille de bronze | Championnats du Commonwealth de course en montagne                      | 11,8 km  | 24 septembre 2011 | 50 min 31 s     |
| 1re | Médaille d'or      | Three Peaks Race                                                        | 37,4 km  | 28 avril 2012     | 2 h 55 min 58 s |
| 1re | Médaille d'or      | Three Peaks Race                                                        | 37,4 km  | 27 avril 2013     | 2 h 54 min 39 s |

### Trail
| no  | masculin          | Course                                  | Longueur | Départ                     | Temps           |
| --- | ----------------- | --------------------------------------- | -------- | -------------------------- | --------------- |
| 2e  | Médaille d'argent | Al Andalus Ultra Trail                  | 238 km   | 12 juillet-16 juillet 2010 | 19 h 1 min 30 s |
| 1re | Médaille d'or     | Glen Coe Skyline                        | 51 km    | 22 août 2015               | 7 h 36 min 21 s |
| 2e  | Médaille d'argent | Serre Che Trail - Grand Tour des Cerces | 48 km    | 13 septembre 2015          | 4 h 49 min 16 s |